# Eudistoma occultum
Eudistoma occultum is een zakpijpensoort uit de familie van de Polycitoridae. De wetenschappelijke naam van de soort is voor het eerst geldig gepubliceerd in 2001 door Monniot, Monniot, Griffiths & Schleyer.